# Westerstraat 76 (Enkhuizen)
Westerstraat 76 is een laatgotisch huis aan de Westerstraat in de Noord-Hollandse stad Enkhuizen. Aan de rechter zijgevel ligt de Ooievaarsteeg, aan de linkerzijde een naamloze gang die bij of dit of het naastgelegen huis hoorde. Het pand werd in 1968 aangewezen als rijksmonument.

## Geschiedenis
Het voormalig woonhuis staat aan de noordelijke zijde van de Westerstraat. Ook lag het tot 1590 aan de meest westelijke rand van Enkhuizen. Na de stadsuitbreiding van Enkhuizen lag het woonhuis midden in de stad. Het huis is gebouw met een houtskelet uit 1536-37. Deze jaartallen zijn middels dendrochronologisch onderzoek vastgesteld. Of de gevel bij dit skelet hoort, of dat het van latere datum is, is niet zeker. Wie de bouwheer was, is eveneens niet bekend. Wel is bekend dat gedurende een groot deel van de 16e eeuw de adellijke familie Van Westphalen eigenaar was. In de 17e eeuw was wetenschapper en oudheidkundige Frederik van Westphalen de bewoner. De laatste Van Westphalen verkocht het huis in 1708. In 1919 werd het pand eigendom van Vereniging Hendrick de Keyser en dat jaar kwam er ook een bakkerij in de voorkamer. Toentertijd was het een winkel-woonhuis. De vereniging liet het pand in 1961 restaureren. Tijdens deze restauratie is een loods aan de achterzijde van het terrein gesloopt. Ook het negende juk van het huis werd hierbij verwijderd en vervangen door een aanbouw met schuin dak. Uit bouwhistorisch onderzoek bleek dat een tiende eerder al was verwijderd.
Mogelijk is het pand het oudste bewaard gebleven stenen huis van Noord-Holland, boven het IJ.

## Exterieur
De voorgevel, een trapgevel, bestaat uit bakstenen met speklagen van Gobertange-steen. De trappen zijn voorzien van zeszijdige, of stervormige, pinakels. Hier bovenop stonden waarschijnlijk ooit gemetselde of smeedijzeren ornamenten. Mogelijk waren die gevormd zoals de pinakels op de voorgevel van het Edams Museum in Edam. De kraagstenen waar de pinakels op rusten zijn, net als de dekstenen op de trappen, gebeeldhouwd. De dekstenen, of waterlijsten, zijn verbonden met de afdekplaat van de naastgelegen trede. De afdekplaten zijn precies even dik als de bakstenen, wat aangeeft dat deze natuurstenen platen voor dit huis gemaakt zijn. De pui is 19e-eeuws. De voordeur staat in het midden en is voorzien van een bovenlicht met snijraam. De puibalk die bij de restauratie werd aangetroffen geeft wel een indicatie dat de pui ooit van hout is geweest. Omdat echter niet duidelijk is of dat de originele pui was, is besloten de stenen pui te handhaven.

## Interieur
Het pand is 7 meter breed en 18 meter diep. Het heeft geen verdieping en bestaat dus alleen uit een bouwlaag met kap. Het houtskelet is uit begin van de 16e eeuw. De sleutelstukken zijn voorzien van peerkraalprofielen. Het skelet bestaat uit acht jukken waartussen kinderbinten liggen. De indeling van de begane grond komt grotendeels overeen met de originele indeling uit de bouwtijd. De eerste drie jukken omvatten de voorkamer (winkelruimte), de tweede drie de middenhaard en van origine de laatste vier de achterkamer. De middenhaard liep niet over de volle breedte van het pand, ernaast was namelijk een kleine kamer met daarin ook opgenomen de spiltrap (daarvoor ladder) naar de verdieping. In deze ruimte is ook een steekkamer van 1,5 meter hoogte geweest. De schoorsteenraveling is ook versierd. De spiltrap, op de grens van het voorhuis en de binnenhaard, is jonger dan het pand en is mogelijk geplaatst op de plek waar voorheen een steile ladder stond. In 1961 werd deze een paar vakken naar achteren verplaatst. De achterste muur van de binnenhaard is sinds ongeveer het jaar 1800 voorzien van een bedstedewand. Restanten van eerdere wanden tonen wel aan dat op deze plek altijd een scheidingswand heeft gezeten.
De kamer aan de achterzijde heeft nooit een stookplaats gehad, wat er op kan duiden dat het altijd een werkplaats is geweest. In het linkerdeel kwam in de 19e eeuw een kleine keuken.